# Santo André de Vagos
Santo André de Vagos is een plaats (freguesia) in de Portugese gemeente Vagos en telt 2051 inwoners (2001).